# Île d'Izaro
L'île Izaro est une île du golfe de Gascogne située dans la côte de Biscaye, face aux localités de Bermeo à 3 km et de Mundaka à 2,2 km. Toutefois, le territoire appartient à la ville de Bermeo. L'île occupe le centre de l'embouchure de la ria de Mundaka, et est flanquée par les caps d'Ogoño et de Matxitxako. Elle se situe dans l'aire naturelle Urdaibai.

## Géographie
L'île a une forme triangulaire et est orientée en direction NO-SE. La partie plus haute et large de l'île est la partie SE. Dans sa partie la plus large, elle mesure environ 150 m et sa longueur est de 675 m, son point culminant étant de 44,5 m. La pointe nord-ouest est appelée « Artxikote ». Vers le nord-est de l'île et séparé de celle-ci d'environ 200 m, existe une roche appelée Potorro-harri ou Harri-ederra. Au sud-est se trouve un embarcadère naturel ou un port d'Izaro.
Dans l'esplanade supérieure se trouve un couvent franciscain qui a été rasé par Sir Francis Drake au XVIe siècle. Le couvent a été abandonné mais il reste des vestiges. L'île était habituée à recevoir des visites de jeunes pour des campements jusqu'à ce que la Réserve de la Biosphère d'Urdaibai, dont il fait partie, interdise une telle pratique.

## Faune et flore
Izaro possède une véritable colonie d'oiseaux marins, dont l'espèce la plus commune est le Goéland argenté (Larus argentatus), bien que nichent aussi le Goéland brun ((Larus fuscus) ou l'Océanite tempête (Hydrobates pelagicus), l'Aigrette garzette (Egretta garzetta) et le cormoran. À des époques précédentes ici des lapins (sûrement emmenés par les frères du couvent), et au XIXe siècle on louait l'île pour nourrir les brebis.
Ses côtes ainsi que les alentours sont des zones remarquables pour la plongée et la pêche et l'on peut voir, en été, beaucoup de petits bateaux de pêche sportive dans le port de Mundaka, Sukarrieta et Bermeo.

## Croyance locale
Les gens du lieu ont une solide spéculation sur l'origine de l'île. Vue depuis la plage de Laga, dans l'extrémité nord-est de la réserve, elle ressemble beaucoup au cap d'Ogoño, ce qui a motivé la croyance qu'en des temps éloignés elle s'est détachée de cette roche en descendant dans la mer. En tout cas l'île fait partie de la même composition géologique que la pointe d'Anzoras, sur la rive droite de la ria.

## Les fêtes de la Madeleine
Un conflit  sur l'appartenance de Madeleine est entretenu entre les villes de Bermeo et l'elizate de Mundaka. Les deux localités ont connu le long de l'histoire plusieurs conflits sur leurs limites territoriales avec en fond leur rang différent. L'elizate de Mundaka défendait ainsi ses droits sur la Lur Laua sur laquelle Bermeo avait des prétentions. Ces conflits sont même montés jusqu'aux Juntes générales de Biscaye qui a considéré la nécessité de nommer une commission pour l'établissement des limites. Celle-ci ne résoudra rien pour autant. De ces problèmes il resten des preuves appartenant de Diminigus à Bermeo et l'assignation de leur église à la paroisse de Mundaka.
C'est peut-être de tous ces conflits qu'apparaîtra la légende de la fameuse régate d'Izaro, dont quelques auteurs aujourd'hui encore expriment des réserves sur leur véritable réalisation. On raconte que pour éclaircir la propriété de l'île on a décidé de disputer une régate entre les Mundakarrak (gentilé basque de Mundaka) et Bermeotarrak sous l'arbitrage d'Elantxobe, puisque cette dernière localité qui réclamait aussi l'île, a apparemment cédé à ses prétentions.
Il a été décidé que cette régate débuterait à l'aube. Elle a eu lieu et les rameurs de la traînière de Bermeo ont été victorieux bien que perdant un de leurs hommes qui soit tombé à la mer et ait péri noyé. Les habitants de Mundaka racontent, à leur tour, que les bermeotarrak ont allumé des feux pour que le coq chante avant, ce qui les a avantagés pour gagner cette régate.
Cette régate est actuellement commémorée le 22 juillet, jour de Sainte Marie Madeleine, avec une festivité de jumelage entre Mundaka, Bermeo et Elantxobe. Au début des fêtes, le maire de Bermeo qui le sera ce jour aussi celui d'Elantxobe et de Mundaka, en présence des maires de Mundaka et d'Elantxobe, lance une tuile à la mer près la côte d'Izaro en disant:

Honaino heltzen dira Bermeoko Itxuginak
jusqu'ici arrivent les goutières de Bermeo
Cette formule renouvelle chaque année la possession bermeane de l'île, où l'on grimpera pour planter une ikurriña et le drapeau de Bermeo. C'est presque le seul jour de l'année où l'île reçoit de la visite.

## Galerie

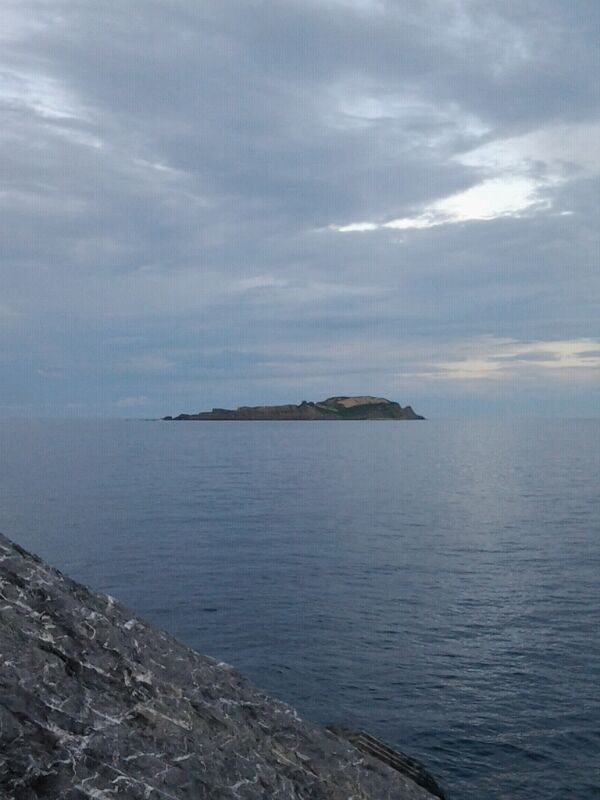
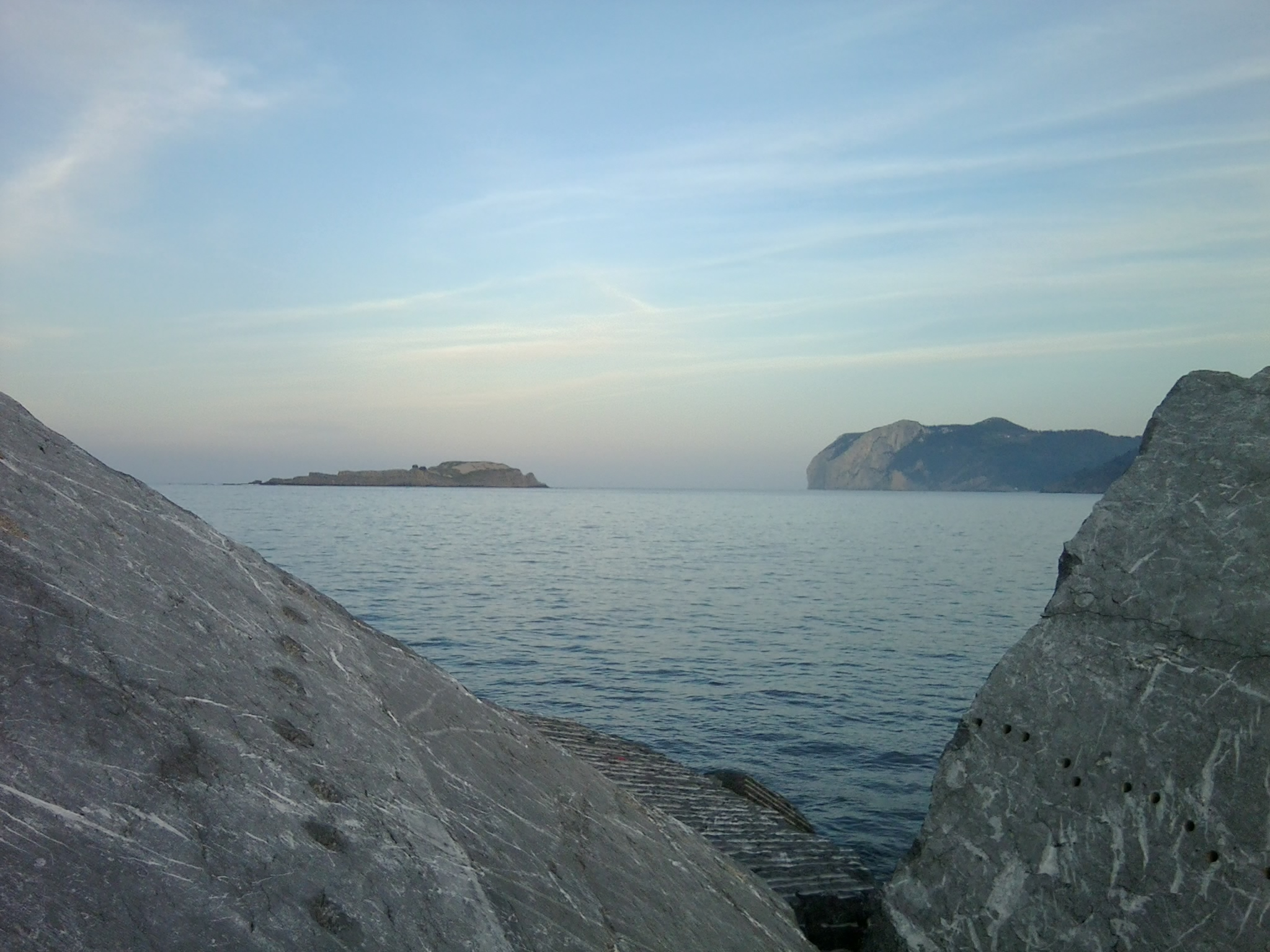
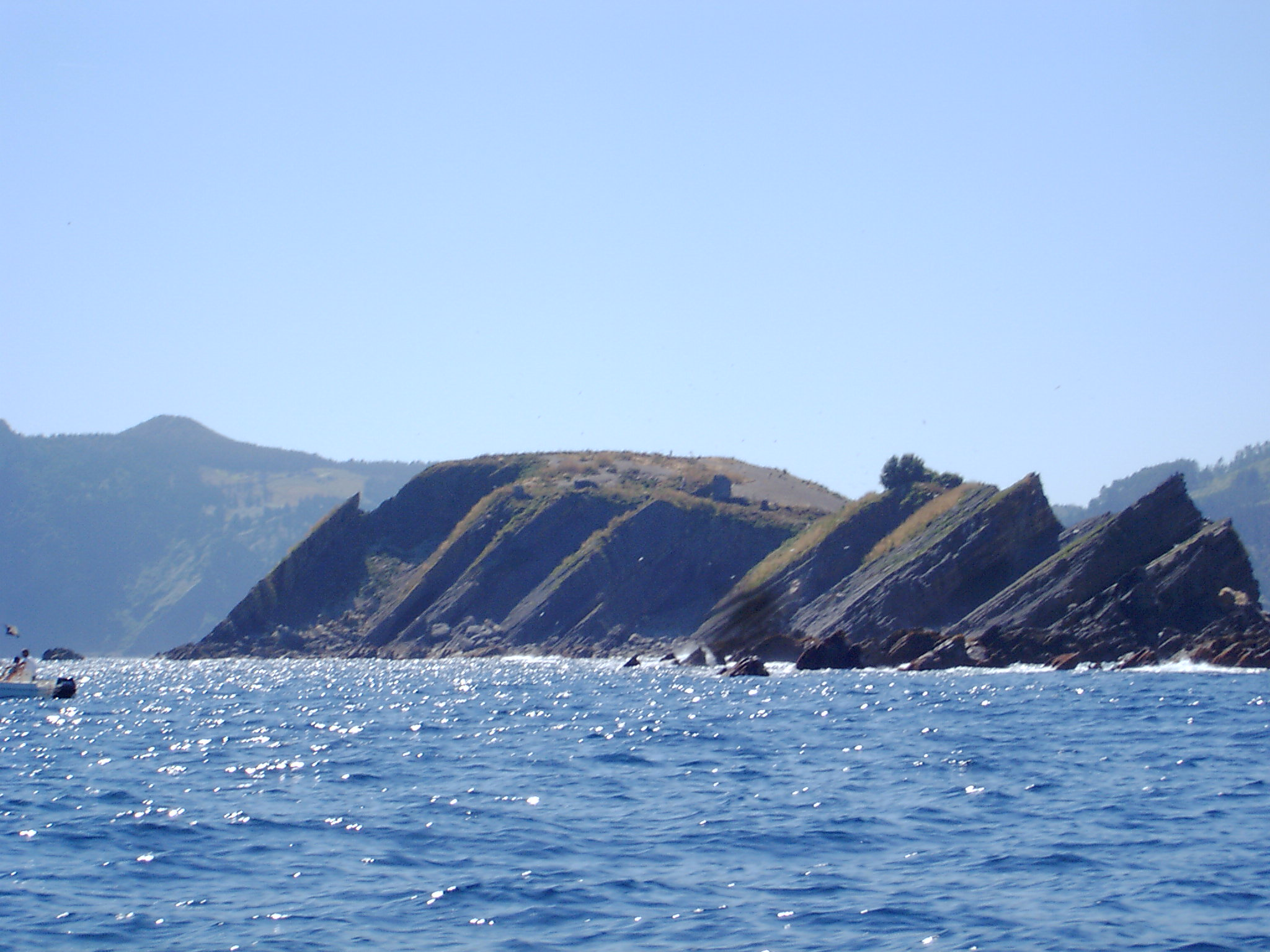
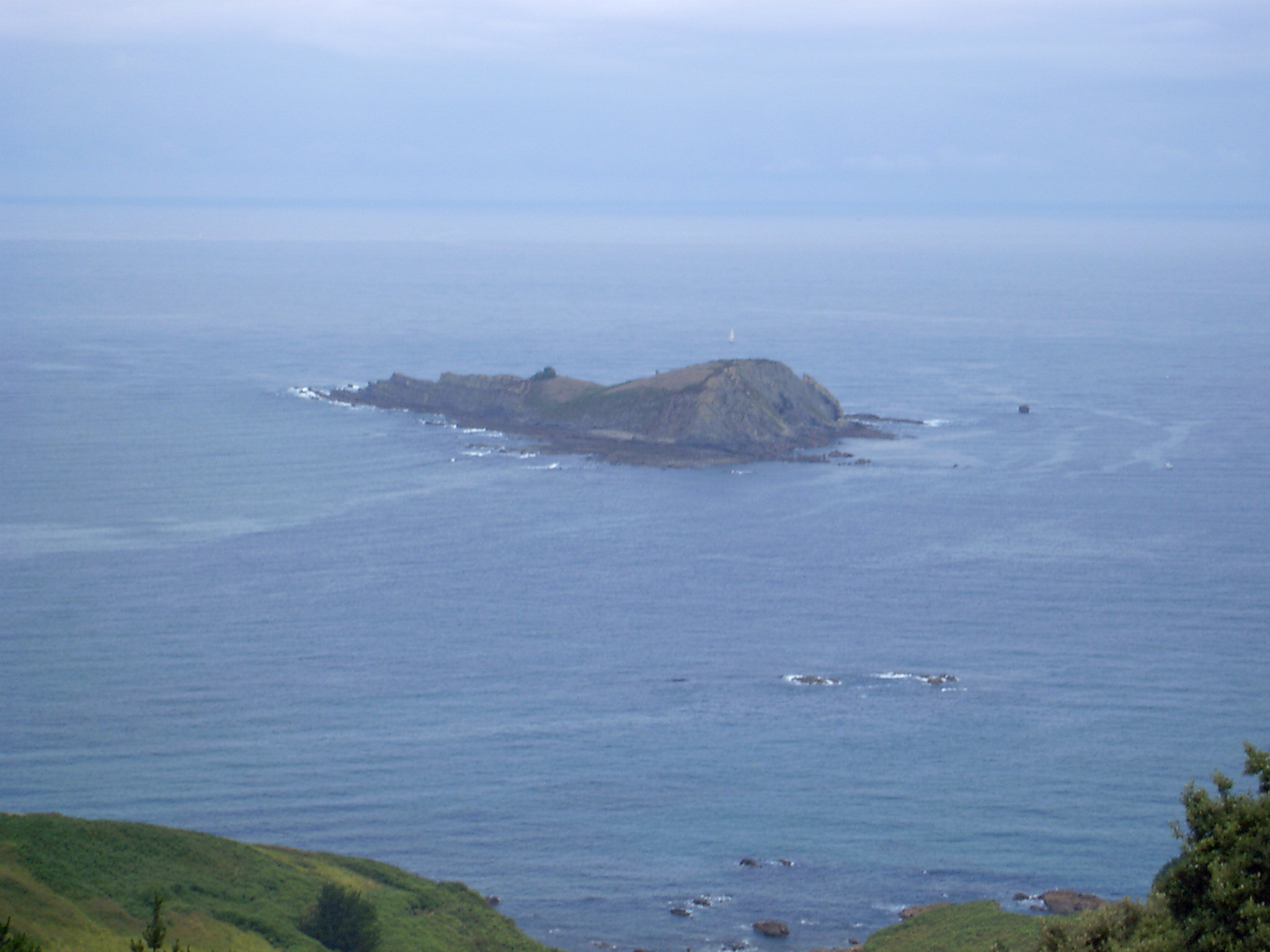